# Red Orchestra: Ostfront 41-45
Red Orchestra: Ostfront 41-45 is een first person tactical shooter ontwikkeld door Tripwire Interactive.
De game speelt zich af in verschillende veldslagen op het oostfront tijdens de Tweede Wereldoorlog tussen de Sovjet- en Duitse militaire strijdkrachten.
Tripwire Interactive, de ontwikkelaars hebben dit spel doorontwikkeld vanuit de vorige versie, een Unreal Tournament 2004-mod, Red Orchestra: Combined Arms.
Hoewel deze game traditiegetrouw ook een first person shooter is, zoals de meeste meer bekende op de Tweede Wereldoorlog-gebaseerde computerspellen zoals Call of Duty en Medal of Honor zijn, legt Red Orchestra een ongekende nadruk op realisme en authenticiteit.

## Kenmerken
Deze game heeft meerdere noemenswaardige kenmerken:
- Virtuele volledige driedimensionale keep en korrel (vizier) in plaats van een richtkruis. (Ook wel bekend als crosshair.)
- Voertuigen, zoals o.a. tanks, tankjagers en half-tracks.
- Historische accurate wapens, uniformen, gereedschappen.
- Ballistiek voor zowel hand wapens als tank granaten — inclusief elevatie, uitwendige ballistiek, en eindballistiek zoals de hoek van penetratie en reflectie voor bepantserde doelen.
- Geïntegreerde VoIP technologie, waardoor het mogelijk is voor de spelers om onderling te communiceren.
- Servers voor 64 spelers. (meeste servers hebben max. 50 spelers vanwege hardware-limieten)

## Achtergrond

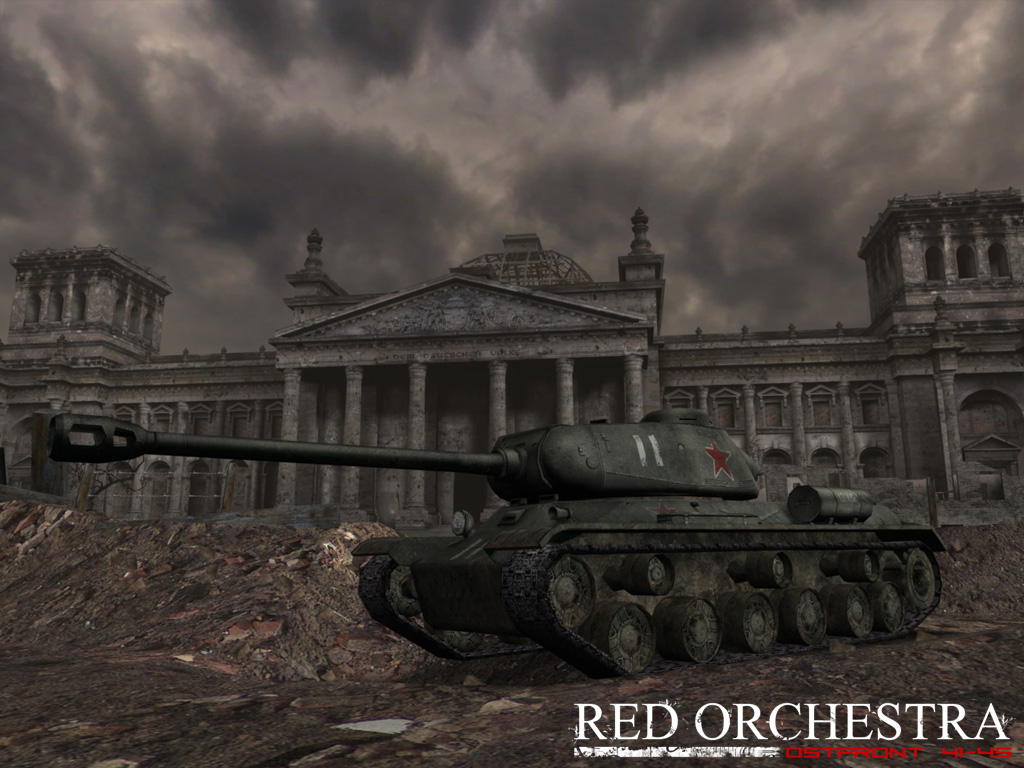
Rijksdag met Russische IS-2 tank.

Red Orchestra begon ontwikkeling als een single player modificatie gebaseerd op het Red Orchestra spionnen netwerk tijdens de Tweede Wereldoorlog.
Tijdens de ontwikkelingsperiode, is Red Orchestra vaak van ontwikkelplatform verhuisd, van de Medal of Honor: Allied Assault engine naar het Soldier of Fortune II: Double Helix engine.
Beide spellen zijn gebouwd of gebaseerd op de Quake III engine.
Hierna was men overgestapt naar een realistische multiplayer first person shooter, gebaseerd op de oorlogvoering op het oostfront (Tweede Wereldoorlog), als modificatie voor Unreal Tournament 2003, en later naar Unreal Tournament 2004.
De huidige ontwikkelaars, Tripwire Interactive, hebben meegedaan in de nVidia Make Something Unreal Competition, met als hoofdprijs een licentie op Unreal Engine 2.5 en Unreal Engine 3.0.
Het Combined Arms aspect van het spel, welke geïntroduceerd werd in versie 3.0, werd gerealiseerd na enkele suggesties dat er voertuigen moesten komen voor een gegarandeerde vooruitgang in de Make Something Unreal Competition.
Het verder verfijnen van de Red Orchestra: Combined Arms total conversion mod leidde tot de laatste versie, Red Orchestra: Combined Arms 3.3.
Op maandag 21 november 2005, kondigde Tripwire Interactive aan, dat Red Orchestra: Ostfront 41-45 over het Steam-netwerk, het software distributieplatform van Valve Software Corporation, werd uitgebracht.
Uiteindelijk werd de game uitgebracht op dinsdag 14 maart 2005 om 19:00 uur GMT over het Steam-netwerk.
Het pre-orderen en pre-loaden (het laden voor dat de game beschikbaar om te spelen was) begon 1 maand voordat het spel werd uitgebracht.
Bold Games publiceerde de game wereldwijd in een retail dvd-box.

## Handwapens in het spel

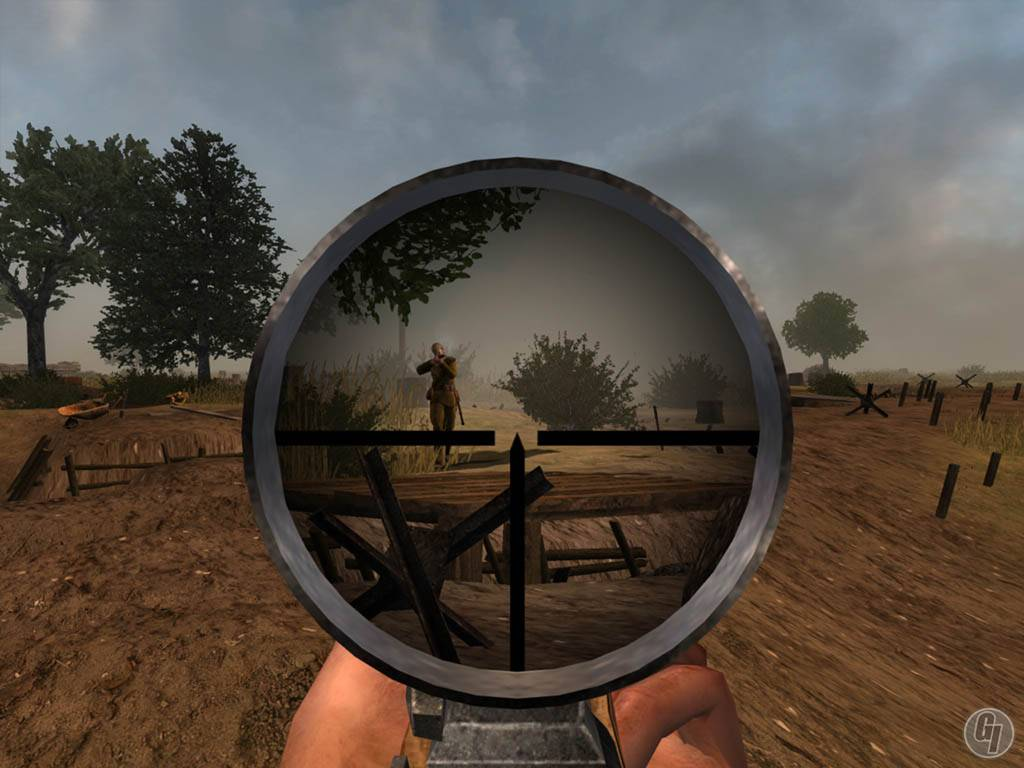

Red Orchestra: Ostfront 41-45 werd uitgebracht met 24 bruikbare handwapens, later waren er 3 meer bijgekomen door middel van patches.

### Nazi-Duitsland
- P08 Luger pistool Luger P08
- Walther P38 pistool
- Mauser Karbiner 98k geweer met en zonder telescoop
- Maschinenpistole 40 machinepistool
- Gewehr 41(W) semiautomatisch geweerGewehr 41
- Gewehr 43 semiautomatisch geweer met en zonder telescoop
- Sturmgewehr 44 aanvalsgeweer
- Mod.24 Stielhandgranate handgranaat
- Maschinengewehr 34 (MG34) machinegeweer
- Maschinengewehr 42 (MG42) machinegeweer
- Panzerfaust 60 antitankwapen.
- 10 pond "satchel charge" explosief
- Nebelhandgranate 39 (Nb. 39) rookgranaat

### Sovjet-Unie
- Tokarev-Tula TT-33 pistool
- Mosin-Nagant M1891/30 geweer met en zonder telescoop
- Mosin-Nagant 1938 karabijn
- Mosin-Nagant 1944 karabijn met opvouwbaar bayonet (bajonet niet opvouwbaar in-game)
- Samozaryadnaya Vintovka Tokareva-40 (SVT-40) semiautomatisch geweer met en zonder telescoop
- Pistolet-Pulemet Degtyarova-1940 (PPD-40) machinepistool
- Pistolet-Pulemet Shpagina-1941 (PPSh-41) machinepistool
- Pistolet-Pulemet Sudaeva-1943 (PPS-43) PPS (pistoolmitrailleur)
- F-1 fragmentatie handgranaat
- Ruchnoy Pulemyot Degtyarev pakhotnyi-1928 (DP-28) DP (machinegeweer)
- PTRD-41 antitankwapen
- 10 pond "satchel charge" explosief
- RDG-1 rookgranaat

## Voertuigen in het spel
Red Orchestra: Ostfront 41-45 bevat 19 bruikbare voertuigen. Dit is de officiële lijst.

### Nazi-Duitsland
- Sd.Kfz.. 141/1 Panzerkampfwagen III Ausf. L middelzware tank
- Sd.Kfz.. 161/1 Panzerkampfwagen IV Ausf. F1 middelzware tank
- Sd.Kfz.. 161/1 Panzerkampfwagen IV Ausf. F2 middelzware tank
- Sd.Kfz.. 161/1 Panzerkampfwagen IV Ausf. G middelzware tank
- Sd.Kfz.. 161/1 Panzerkampfwagen IV Ausf. H middelzware tank
- Sd.Kfz.. 171 Panzerkampfwagen V Ausf. G (Panther) middelzware tank
- Panzerkampfwagen T-34(r) middelzware tank
- Sd.Kfz.. 181 Panzerkampfwagen VI Ausf. E (Tiger I) zware tank
- Sd.Kfz.. 142/1 Sturmgeschütz III Ausf. F/8 (StuG III Ausf. F/8) tankjager
- Sd.Kfz.. 251/1 Sonderkraftfahrzeug/mittlere Schützenpanzerwagen half-track

### Sovjet-Unie
- BT-7 lichte tank
- T-60 lichte tank
- T-34/76 middelzware tank
- T-34/85 middelzware tank

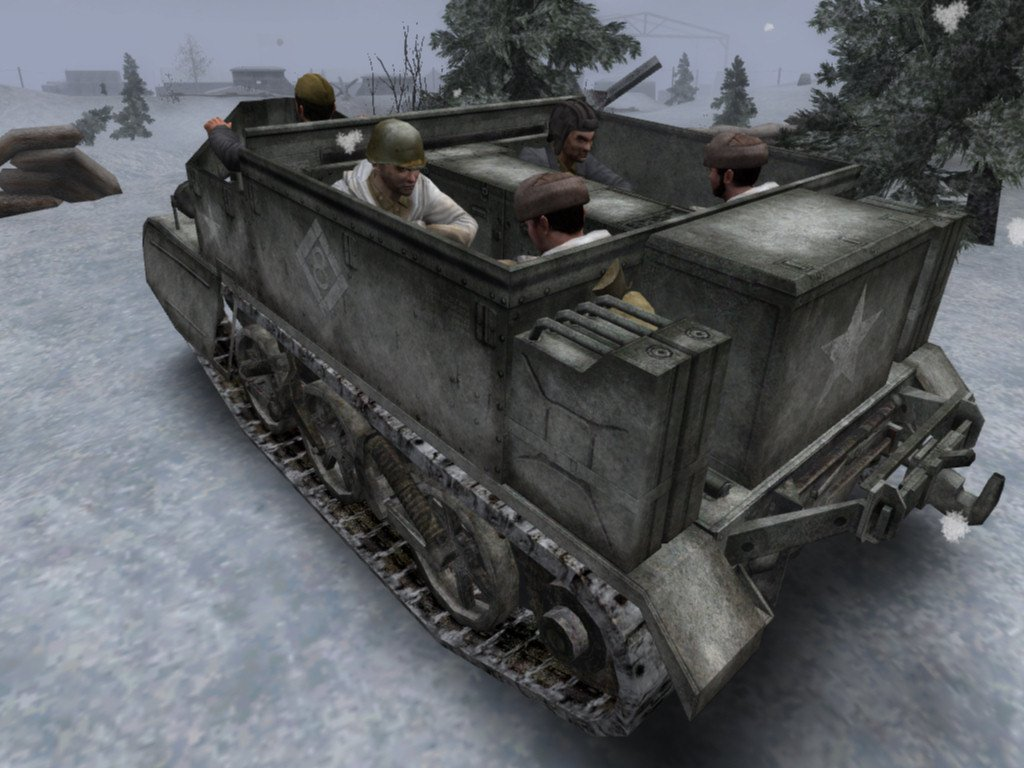
Universal Carrier.

- Kliment Voroshilov 1s (KV-1s) zware tank
- Iosif Stalin 2 (IS-2) zware tank
- SU-76 gemechaniseerde artillerie
- BA-64 pantserwagen
- Universal Carrier armoured personnel carrier

## Platform
- Linux (2013)
- Macintosh (2013)
- Windows (2006)